# Gavina d'ivori
La gavina d'ivori (Pagophila eburnea) és un petit ocell marí, de la família dels làrids (Laridae), i única espècie del seu gènere. Cria a l'alta Àrtida i té una distribució circumpolar per Groenlàndia, i les parts septentrionals d'Amèrica del Nord i d'Euràsia. No se n'han descrit subespècies.
Aquest ocell migra únicament a curtes distàncies cap al sud durant la tardor. La major part de la població hiverna en latituds boreals, a la vora del gel, encara que alguns exemplars arriben a zones més temperades.
La gavina d'ivori cria en illes de l'Àrtida, en penya-segats, on pon 1-3 ous color oliva en un niu de terra folrat de molsa, líquens o algues. Menja peixos i crustacis, rosegadors, ous i pollets, però és també un carronyaire oportunista; sovint, es veuen sobre cadàvers de mamífers marins. S'han citat seguint els ossos polars i altres depredadors i menjant de les restes de les seves preses.

## Morfologia
Aquesta espècie és fàcil d'identificar. Fa 41- 46 cm de llargària, amb un aspecte més semblant a un colom que a una gavina del gènere Larus. El plomatge és completament blanc, sense traça del gris d'altres gavines. El bec és fosc amb la punta groga. Les potes són curtes i negres.
Els joves tenen taques fosques a la cara i quantitats variables de taques negres en les ales i la cua. Arriben al plomatge d'adult als dos anys.